# فيليبو بوركو
فيليبو بوركو هو لاعب كرة قدم بلجيكي في مركز الوسط، ولد في 24 مارس 1989. لعب مع نادي رويال شارلروا.